# Scottomyzon gibberum
Scottomyzon gibberum är en kräftdjursart som först beskrevs av T. och A. Scott 1894.  Scottomyzon gibberum ingår i släktet Scottomyzon, och familjen Asterocheridae. Arten är reproducerande i Sverige.